# Dömötör Vaskúti
Dömötör Vaskúti (Hungria, ? — Esztergom, 20 de fevereiro de 1387) foi um clérigo católico romano húngaro, atuando como arcebispo de Esztergom e cardeal nomeado pelo Papa Urbano VI.

## Biografia
Dömötör também está listado como Demetrius, como Demeter; e como Deméter Vaskúti. Algumas fontes indicam que seu sobrenome era Vaskúti. Foi “...um homem com integridade de vida e doutrina muito clara...”. Atuou como reitor de Eger; guardião do selo real em 1356; recebeu o subdiaconado; reitor de Bár, 24 de fevereiro de 1363.
Eleito bispo de Szerém (Sirmium) em 10 de julho de 1364. Não se sabe quando foi consagrado. Transferido para a sé de Erdély (Transilvânia), em 28 de junho de 1368. Transferido para a sé de Zagreb, em 23 de janeiro de 1376. Urbano VI o promoveu à sé metropolitana de Esztergom em 1378. Embaixador do rei da Hungria, Luís I de Anjou ante o Papa Urbano VI. Chanceler da Hungria, 1376-1387.
Criado cardeal-presbítero dos Ss. Quattro Coronati no consistório de 18 de setembro de 1378; manteve a administração de sua sé até sua morte; isto foi confirmado em 11 de janeiro de 1381; nunca foi à Cúria Romana após a sua promoção ao cardinalato. Em 1384, acompanhou a princesa Edviges, filha mais nova da rainha Isabel da Hungria, e futura santa, na sua viagem da Hungria à Polónia para se casar com o rei polaco. Ele coroou Carlos II Durazzo como rei da Hungria. Ele também coroou Sigismundo, rei da Hungria e mais tarde imperador.
Cardeal Dömötör faleceu em 20 de fevereiro de 138, em Esztergom, e foi sepultado em sua catedral metropolitana.